# Фадеев, Юрий Николаевич
Юрий Николаевич Фадеев (16 марта 1927 — 20 августа 1988) — советский учёный, биолог, изобретатель.
Академик ВАСХНИЛ.

## Биография
Родился в с. Марфино Мытищинского р-на Московской обл. Окончил Московскую сельскохозяйственную академию им. К. А. Тимирязева (1952). Доктор биологических наук (1970), профессор (1972), академик ВАСХНИЛ (1973).
Работал младшим научным сотрудником (1952—1956) НИИ по удобрениям и инсектофунгицидам. Служба в рядах Советской Армии (1957—1959). Заместитель директора по научной работе (1959—1962), директор (1963—1973) ВНИИ фитопатологии, и. о. академика-секретаря (1970—1972), академик-секретарь (1973—1982) Отделения защиты растений ВАСХНИЛ. Заведующий лабораторией молекулярных основ иммунитета растений (1982—1988), одновременно заместитель директора (1986—1987) ВНИИ с.-х. биотехнологии.

## Область исследований
Основные научные исследования посвящены изучению резистентности вредителей и патогенов к химическим средствам защиты растений.
Предложил систему мероприятий по борьбе с резистентными популяциями вредителей и возбудителей болезней с.-х. культур и наметил пути предотвращения развития их устойчивости. Сформулировал молекулярно-биологические основы иммунитета растений, уделял особое внимание использованию сортов с.-х. растений, устойчивых к вредным организмам. Занимался проблемами интегрированной и биологической систем защиты растений. По его инициативе была разработана Программа использования космических аппаратов для нужд сельского и лесного хозяйства.
Являлся руководителем Координационного центра по защите растений стран-членов СЭВ. Президент Восточнопалеарктической секции Международной организации по биологической борьбе с вредными животными и растениями (1977—1985).

## Награды и звания
Награждён 2 орденами Трудового Красного Знамени (1966, 1971), орденом «Знак Почета» (1979), 4 медалями СССР. Опубликовано более 200 научных трудов, из них 12 монографий. Имеет 100 авторских свидетельств на изобретения.